# Avtogyizel
Az Avtogyizel (oroszul: Автодизель), más ismert nevén Jaroszlavli Motorgyár, rövidítve JaMZ (ЯМЗ – Ярославский моторный завод [Jaroszlavszkij motornij zavod]) az oroszországi Jaroszlavlban működő gépgyártó vállalat, fő tevékenysége járművekben alkalmazott dízelmotorok és dízel-generátorok gyártása, tevékenysége felöleli a motorgyártás teljes ciklusát. A vállalat a GAZ Csoport holding része, a Jaroszlavli Üzemanyag-rendszerek Gyárral (JaZTA) és a Jaroszlavli Dízelberendezések Gyárával (JaZDA) alkotják a GAZ motorgyártó divízióját, a Szilovije agregati – Grupa GAZ holdingot. Az 1950-es évek végéig főként tehergépkocsikat, autóbuszokat gyártott, ezt követően álltak át a dízelmotorok gyártására. Az 1970-es évektől vált a gyár az egyik vezető szovjet, illetve oroszországi motorgyártó vállalattá.

## Története
A céget 1916-ban alapította részvénytársasági formában személygépkocsik gyártására Vlagyimir Lebegyev orosz vállalkozó a kormánynak az oroszországi autógyártás meghonosítását célzó programja keretében. Az eredeti tervek szerint licenc-gyártás keretében Lebegy (vagy Lebegy–A) néven évi 750 darabot állítottak volna elő a nagy-britanniai Crossley cég személygépkocsijából, valamint gyártották volna a gépkocsihoz annak 4478 cm³-es négyhengeres benzinüzemű motorját is. A sorozatgyártás azonban az októberi forradalomig nem indult be. Mindössze egy Lebegy típusú járművet állítottak elő, bár az sem kizárt, hogy az is Nagy-Britanniában készült.
A forradalom után államosították, ezt követően Első Állami Gépjárműjavító Üzemként működött. 1925-től a gyár a 3 tonna teherbírású Ja–1 tehergépkocsikat gyártotta, melybe az AMO–F–15 tehergépkocsi F–15 jelzésű motorját szerelték. A vállalatot 1926-ban átnevezték 3. sz. Jaroszlavli Állami Autógyár (Jaroszlavszkij goszudarsztvennij avtomobilnij zavod), majd 1933-ban Jaroszlavli Autógyár (Jaroszlavszkij avtomobilnij zavod) névre. Az 1929–1933 közötti (de egy évvel korábban teljesített) első ötéves terv éveiben a gyár jelentős fejlődésen ment keresztül. Új üzemcsarnokokat építettek, miközben a dolgozók létszáma ötszörösére növekedett. 1931-ben kezdődött a 8 tonna teherbírású Ja–10 tehergépkocsi, 1932-ben a Ja–2 autóbusz, 1935-ben a 4 tonnás JaSZ–1 tehergépkocsi, majd 1936-ban a JaTB–1 trolibusz sorozatgyártása. A Jaroszlavlban gyártott tízezredik jármű 1935-ben készült el. A második világháború idején a Ja–12 típusú lánctalpas tüzérségi vontatót gyártották.